# Luca Signorelli
Luca d'Egidio di Ventura zis Luca Signorelli (n. circa 1441 / 1445, Cortona - d. 16 octombrie 1523, Cortona) a fost un însemnat pictor renascentist italian.
A fost considerat ca făcând parte din școala toscană, cu toate că a activat predominant în Umbria și la Roma. Marile fresce din Domul din Orvieto sunt considerate capodoperele sale. O altă contribuție de seamă a sa este fresca Testamentul și moartea lui Moise din Capela Sixtină, Vatican.

## Galerie de imagini

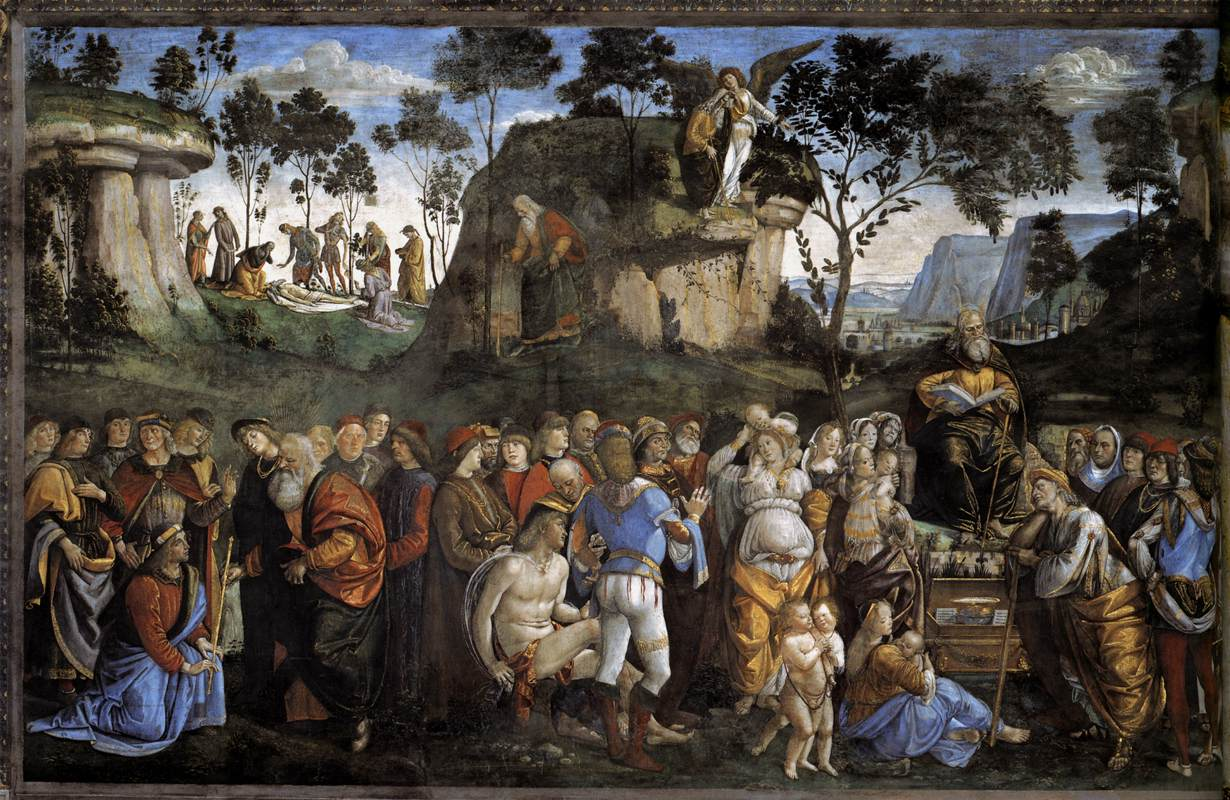
Testamentul şi moartea lui Moise (Capela Sixtină, Vatican)
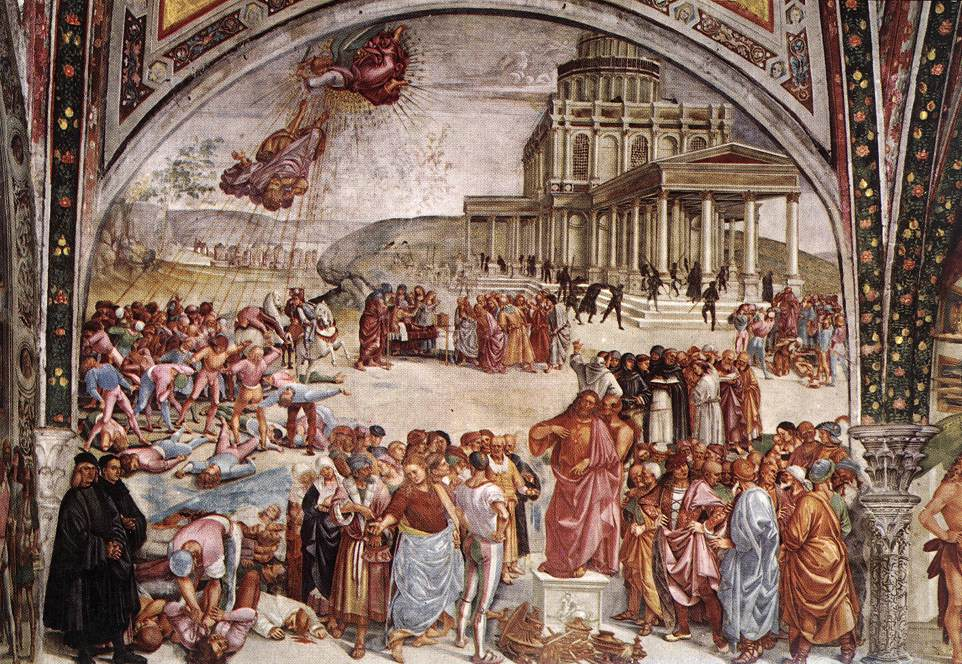
Predica e punizione dell'anticristo, Cappella di San Brizio, Domul din Orvieto
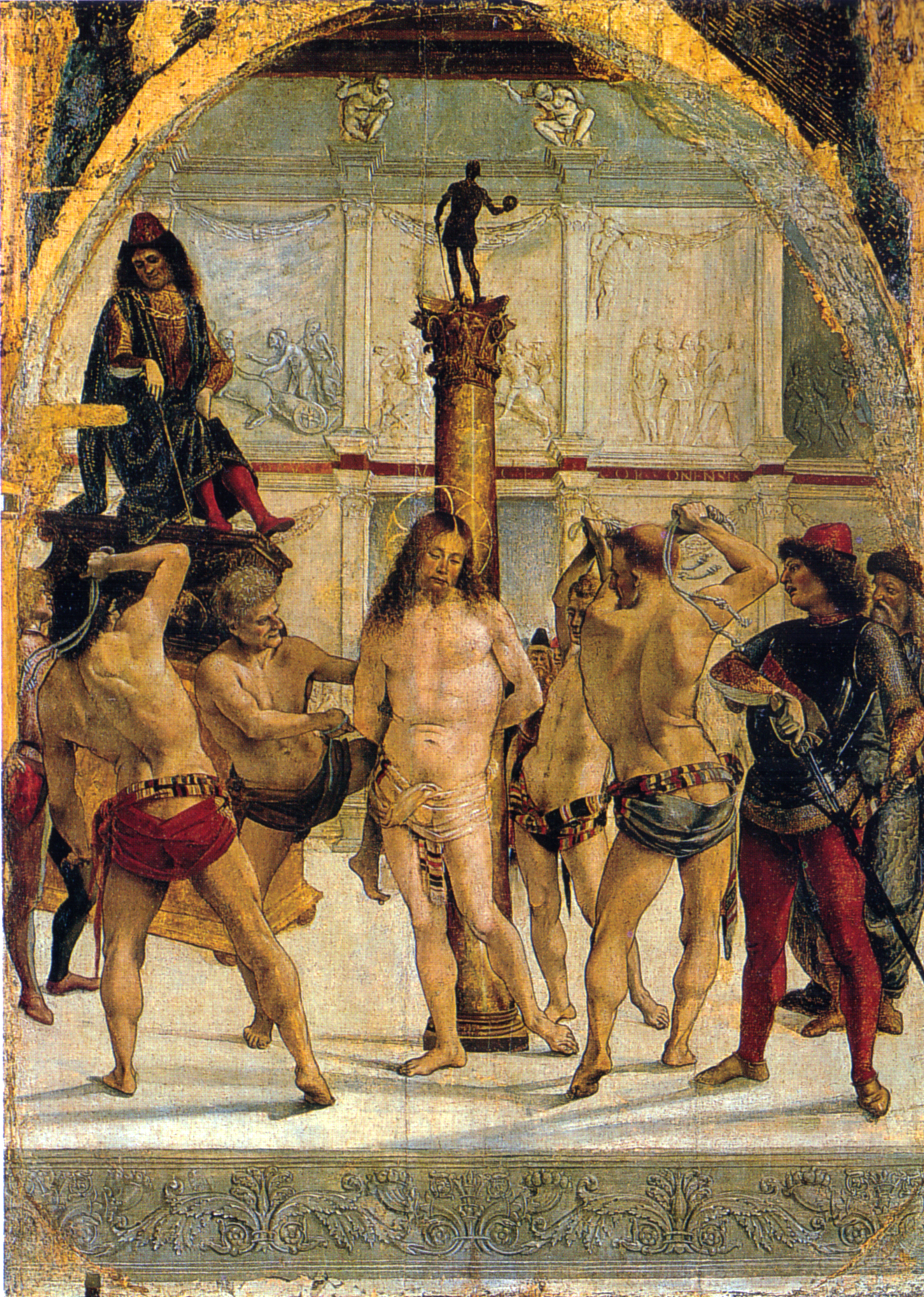
Flagellazione, Pinacoteca di Brera, Milano